# République soviétique populaire de Boukhara
8 octobre 1920 – 19 septembre 1924
(3 ans, 11 mois et 11 jours)
Entités précédentes :
- Émirat de Boukhara

Entités suivantes :
- République soviétique socialiste de Boukhara

La république soviétique populaire de Boukhara (en abrégé RSP de Boukhara ou RSPB ; en ouzbek : بخارا خلق شورا جومحوریاتی, Buxoro Xalq Sho'ro Jumhuriyati ; en tadjik : جمهوری سوسیالیستی شوروی بخارا, Çumhurii Xalqii Şūravii Buxoro ; en russe : Буха́рская Социалисти́ческая Сове́тская Респу́блика, Boukharskaïa Narodnaïa Sovetskaïa Respoublika, БССР) est un État éphémère fondé le 8 octobre 1920 à la suite de la prise de Boukhara par l'Armée rouge le 2 septembre 1920, qui mène à la chute de l'émirat de Boukhara. 

## Histoire
Comme, après la campagne infructueuse de l’armée de Kolesov (ru) en mars 1918, le gouvernement soviétique confirma l’indépendance de Boukhara par plusieurs décrets, l’émir Alim Khan maintint des relations amicales avec la Russie soviétique et refusa catégoriquement de soutenir les Basmatchi, dans la vallée de Ferghana et d’autres parties du Turkestan.

### Naissance de la RSPB

Opération de l'Armée rouge à Boukhara en 1920

Lors des négociations du 30 mars 1920 à Boukhara menées par une délégation officielle soviétique dirigée par Mikhaïl Frounze, l’émir Alim Khan reçu un ultimatum, lui intimant l'ordre de :
- introduire la monnaie soviétique sur le territoire de l’Émirat de Boukhara
- faciliter le stationnement des troupes de l’Armée Rouge sur le territoire de Boukhara
- maintenir en état de marche le chemin de fer « Kogon-Termez », traversant le territoire de l'Émirat, qui permet les communications de la Russie

L’émir ayant refusé de se conformer aux exigences mentionnées ci-dessus, une opération militaire fut préparée et une « révolution » fomentée, entraînant l'occupation de Boukhara par l'Armée rouge, le 2 septembre. Le 6 septembre, l'émir quitta la ville. Le 13 septembre, un accord fut signé entre les nouvelles autorités locales et la RSFS de Russie, qui reconnaissait par ce dernier l'indépendance de Boukhara. Le 14 septembre, le Revkom et le Conseil des Nazirs (commissaires) furent formés. Et le 8 octobre, la république soviétique populaire de Boukhara fut officiellement proclamée.

### Gouvernement de la RSPB
Le nouveau gouvernement était présidé par Fayzulla Xoʻjayev, un jadidiste ouzbek de 24 ans. Le Présidium du Comité exécutif central était quant à lui dirigé par Abdoulkadir Moukhtidinov (ru). 
Les pouvoirs de la RSPB étaient plutôt limités. De nombreuses décisions étaient en fait dictées par les représentants de la RSFSR présents sur son territoire, qui s'appuyaient sur l'Armée rouge, aux prises avec les insurgés basmatchi dominant l'intérieur du pays. Il existait des grands désaccords au sein du gouvernement sur la conduite à tenir par rapport à Moscou et à la révolte basmatchi, allant de la demande de retrait de l’Armée rouge du territoire à celle de rejoindre la RSFSR en tant que république socialiste soviétique autonome. Le 4 mars 1921, un traité d’amitié et d’assistance mutuelle fut conclu entre la RSPB et la RSFSR. 
Le 23 septembre 1921, le 2e qurultay panboukhariote des représentants du peuple adopta la constitution de la république. Prenant en compte les spécificités de la RSPB, celle-ci reconnait le droit à la propriété privée de la terre, des outils et des moyens de production de base, accorde le droit de vote à un certain nombre de représentants des classes exploiteuses (seuls les parents de l'émir déchu, les hauts fonctionnaires de l'émirat et les grands seigneurs féodaux en ont été privés), prévoit une liberté de religion accrue, etc.

### Opposition à la RSPB
Entre 1920 et 1923, la RSPB rencontra une résistance active sur son territoire de la part des rebelles basmatchi. L'émir Alim Khan qui les avait ralliés, fut poursuivi par l'Armée rouge, qui profita de sa traque pour affirmer son autorité dans les villes de Hisor, Douchanbé, Kulob et Garm. Acculé, celui-ci dut finalement s'exiler à Kaboul en Afghanistan. En 1921, une réforme agraire et des changements révolutionnaires radicaux furent entrepris, entraînant la dépossession de l'émir et de son ministre en chef (le Quli Qushbegi) Usman Bek de leurs terres. 
En octobre 1921, Enver Pacha, ministre de la Guerre de l’Empire ottoman pendant la Première Guerre mondiale, arriva à Boukhara, où il reçut des instructions et des pouvoirs de la part du Sovnarkom de la RSFSR pour mener des réformes à Boukhara. Rapidement déçu, Enver Pacha proposa de créer un État musulman turc unique en Asie centrale. Au lieu de convaincre, comme il lui avait été demandé, les Basmatchi de rejoindre l'Armée rouge, il unifia les unités Basmatchi dispersées dans tout le pays en une seule armée et s'opposa au gouvernement soviétique avec celle-ci. 
En 1921, un certain nombre de hauts dignitaires de la république soviétique populaire de Boukhara se rangèrent du côté des Basmatchi : le président du Présidium du Comité exécutif central, Usmonxoʻja Poʻlatxoʻjayev, le ministre de la Guerre A. Arifov, le commandant de la première armée de Boukhara, M. Koulmoukhamedov, etc.
Au printemps 1922, l'armée d'Enver Pacha captura une partie importante du territoire de la république soviétique populaire de Boukhara et assiégea sa capitale. 

### Adhésion à l'URSS

Asie centrale soviétique en 1922

En mars 1923, la première Conférence économique du Turkestan créa une union économique entre les républiques du Turkestan, de Boukhara et de Khorezm : le Conseil économique de l’Asie centrale (CEAS).

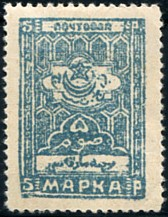
Timbre-poste de la République soviétique populaire de Boukhara, 1924

Le 19 septembre 1924, le 5e qurultay panboukhariote des représentants du peuple décida de l'adhésion de la république à l’URSS sous le nom de république soviétique socialiste de Boukhara. Celle-ci ne dura que quarante jours, avant que son territoire ne soit réparti entre les RSS d'Ouzbékistan et du Turkménistan et la RSSA tadjike (devenue RSS du Tadjikistan en 1929), toutes formées à la suite de la délimitation des frontières en Asie centrale. 
En septembre 1924, le 5e qurultay panboukhariote des représentants du peuple, qui avait pris la décision de transformer la république populaire de Boukhara en république socialiste, rendit une décision « sur l’association nationale-étatique des peuples de l’Asie centrale ». Cette dernière proclamait que puisque « la volonté des travailleurs est la loi de l'État soviétique », alors le 5e qurultay annonce solennellement « la volonté suprême des peuples de Boukhara - Ouzbeks et Tadjiks - concernant la création, avec les Ouzbeks du Turkestan et du Khorezm, de la république soviétique socialiste d'Ouzbékistan, avec un oblast autonome pour les Tadjiks. ». La décision, rendue par le 5e qurultay, exprima également son consentement à l'idée que les Turkmènes de Boukhara puissent intégrer la RSS Turkmène. Un paragraphe spécial de la décision du 5e qurultay panboukhariote des représentants du peuple « établit la nécessité impérieuse pour l’Ouzbékistan socialiste et le Turkménistan - aux noms de la construction du socialisme, de la lutte contre l’impérialisme et de la fraternité internationale des travailleurs - d’adhérer à l’Union des républiques socialistes soviétiques ».